# M/S Parkeston
M/S Parkeston var et passagerskib fra rederiet DFDS, som blev bygget på Helsingør Skibsvært og leveret den 31. juli 1925. Skibet sejlede i en periode i rutefart mellem Esbjerg og Harwich.
Den 22. april 1955 blev M/S Parkeston taget ud af Esbjerg – Harwich-ruten for at sejle til Færøerne med politifolk i forbindelse med striden i Klaksvig. Som erstatning blev M/S Kronprins Frederik indsat på ruten.
M/S Parkeston blev sammen med M/S Esbjerg beslaglagt af tyskerne under 2.verdenskrig.
Begge skibe havde siden januar 1944 været målskibe for tyske ubåde. Skibene blev genfundet i Lübeck i starten af juli 1945.
Under tilbagevenden til Danmark løb M/S Esbjerg på en mine syd for Stevns og sank.